# Quistello
Quistello (lombardul: Quistèl) település Olaszországban, Lombardia régióban, Mantova megyében. Lakosainak száma 5280 fő (2023. január 1.). Quistello Concordia sulla Secchia, Moglia, San Benedetto Po, San Giacomo delle Segnate, San Giovanni del Dosso, Schivenoglia, Sustinente és Quingentole községekkel határos.

## Népesség
A település lakossága az elmúlt években az alábbi módon változott:
| Lakosok száma | 5616 | 5552 | 5280 |
|               | 2017 | 2018 | 2023 |